# Oskarshamn (comune)
Oskarshamn è un comune svedese di 26 131 abitanti, situato nella contea di Kalmar. Il suo capoluogo è la cittadina omonima.

## Località
Nel territorio comunale sono comprese le seguenti aree urbane (tätort):
| # | Località        | Popolazione |
| - | --------------- | ----------- |
| 1 | Oskarshamn      | 17 258      |
| 2 | Påskallavik     | 1 077       |
| 3 | Kristdala       | 994         |
| 4 | Figeholm        | 802         |
| 5 | Fårbo           | 520         |
| 6 | Mysingsö        | 398         |
| 7 | Emsfors (parte) | 353         |
| 8 | Bockara         | 351         |
| 9 | Saltvik         | 285         |